# Guidotto da Correggio
Guidotto da Correggio (Parma, ... – Mantova, 14 maggio 1235) è stato un vescovo cattolico italiano.

## Biografia

### Vescovo di Mantova
Era figlio di Frogerio II da Correggio, podestà di Ravenna. Prima della sua nomina a vescovo di Mantova, si sa solo che fu canonico a Bologna. 
Divenne vescovo di Mantova nel 1231 più per la volontà di Gregorio IX che per quella del clero locale.
Salì al soglio episcopale negli anni del confronto tra papato ed impero e tra questo ed i comuni della Lega Lombarda. Nella primavera dello stesso 1231 Federico II era in proposito di sottomettere le città padane ribelli. L'imperatore fu convinto da Gregorio IX  ad indire una dieta a Ravenna, che si tenne a novembre e alla quale probabilmente Guidotto partecipò .
Come legato pontificio tentò di portare ad una riappacificazione tra le fazioni veronesi. Mediazione che non sortirà effetto e Verona resterà in mano alla parte di Ezzelino ancora per anni.
La fiducia del papa in Guidotto lo portò ad altri incarichi, principalmente in composizione di liti: quella tra il monastero di Nonantola e la pieve di Nogara, tra lo stesso cenobio e la pieve di Nonantola e quella col vescovo di Modena. Assieme al vescovo di Parma, sempre su mandato del pontefice, fece pervenire ad un accordo le autorità comunali ed il vescovo di Bologna che aveva perso molte delle sue prerogative temporali e aveva abbandonato la cattedra. Intervenne inoltre a Brescia e Leno.
Nel novembre del 1232,  il podestà in carica Balduino Casaloldo gli chiese a nome del comune di assumere la carica di podestà. Sarà l'ultimo vescovo di Mantova a ricoprire quest'ufficio.
Durante il suo mandato si sviluppò la grande devozione il cui scopo principale era la riappacificazione tra e nelle città padane, pacificazione a cui mirava anche Guidotto che, insieme a tanti ecclesiastici e potenti partecipò all'assemblee di Paquara.
Della sua attività nell'anno in cui fu podestà si sa ben poco.
Nel 1234 Aldobrandino I d'Este lo scelse per accompagnare la figlia Beatrice in Ungheria come sposa di re Andrea.
Agì energicamente a tutela dei beni monastici sottoposti alla sua giurisdizione, soprattutto i monasteri di Sant'Andrea e San Ruffino e di altre chiese ed ospedali.
Si dedicò alle parrocchie e pievi rurali dove trovò preti simoniaci, concubinari, violenti e prepotenti che avevano impegnato o venduto i beni della parrocchie. Guidotto aveva ben chiaro che il malcostume del clero fosse una delle cause scatenanti dell'eresia e anche per contrastare questa si impegnò per l'insediamento dei predicatori a Mantova. Si adoperò direttamente contro gli eretici anche se spesso le accuse erano generiche tanto da far credere che fossero più politiche che religiose anche se non emerge una correlazione tra eresia ed usura o ghibellinismo.
Il comune di Mantova permetteva di dare in pegno beni feudali che, se il debitore non onorava, passavano alla proprietà del creditore, sottraendoli alla Chiesa che era la concedente del bene. Lo stesso comune aveva tentato di sottrarre proprietà al convento di sant'Andrea. Subito dopo la sua nomina Guidotto convoca la curia dei vassalli dove conferma i loro diritti ma altresì che non avrebbero ottenuto nulla di più.. Sui beni e benefici si scontrò con varie famiglie mantovane e del contado. Oltre a cercare di evitare l'alienazione dei beni ecclesiastici si preoccupò di renderli redittizzi. Lottò contro l'usura ma fu costretto a sua volta ad accendere mutui per far fronte alle esigenze della diocesi.

### L'omicidio
Il 14 maggio 1235, all'interno del monastero di Sant'Andrea, Guidotto viene brutalmente assassinato da membri della famiglia Avvocati, secondo alcuni da Uguccione d'Altafoglia.

#### Le cause
Le cause dell'assassinio non furono mai chiarite. L'ipotesi dominante è che sia rimasto vittima degli interessi della famiglia Avvocati e di altre ad essa alleate dalle quali Guidotto tentava di recuperare i beni usurpati alla Chiesa. Strano però che, nonostante fosse un uomo di Gregorio IX, non fu mai considerata l'ipotesi di una sua canonizzazione come avvenne invece per Giovanni Cacciafronte la cui vicenda, seppur precedente di cinquant'anni, è analoga a quella di Guidotto. Probabilmente il lato religioso dei due vescovi fu molto diverso.

#### Le conseguenze
Il Collegio dei canonici e prelati di Mantova inviò un giovane messo dal papa per annunciare la morte del vescovo. Il giovane tenne un accorato discorso e alla fine estrasse la dalmatica insanguinata di Guidotto.
I coinvolti nell'assassinio trovarono rifugio a Verona, forse anche con la complicità del podestà. L'orribile delitto suscitò la reazione dei mantovani che con generoso risentimento ne amazzarono parte Fu la famiglia degli Agnelli a mettersi a capo dei vendicatori che svuotarono e demolirono le case dei presunti congiurati. Anche il monastero di Sant'Andrea fu saccheggiato forse perché si ritenevano coinvolti anche i frati.
Il 5 giugno Gregorio IX inviò una lettera al Podestà, Consiglio e popolo mantovani nella quale accusò gli Avvocati ed altri dell'efferato delitto, descrivendo il quale usò sempre il plurale come se il fatto materiale non fosse opera di un solo individuo. Nella missiva accusò la complicità del podestà nella fuga degli Avvocati e lodò la vendetta dei mantovani contro le cose dei congiurati dacché le persone erano fuggite Anche le famiglie alleate furono scomunicate da Gregorio IX e bandite dalla città. Oltre agli Avvocati furono espulse le famiglie Poltroni, Senzani, Ravasi, Calorosi, Visdomini e Visconti.

## Stemma
| Immagine | Blasonatura |
| -------- | --- |
| \| \|    | Guidotto da Correggio Vescovo di Mantova Stemma della famiglia Da Correggio. Lo scudo, accollato a una croce astile d'oro, posta in palo, è timbrato da un cappello con cordoni e nappe di verde. Le nappe, in numero di dodici, sono disposte sei per parte, in cinque ordini di 1, 2, 3 |
|          | |